# Alpheus Babcock
Alpheus Babcock (1785 — 1842) foi um construtor de pianos e instrumentos musicais em Boston e Filadélfia, no início do século XIX.